# Wedge Tomb von Barnagowlane West

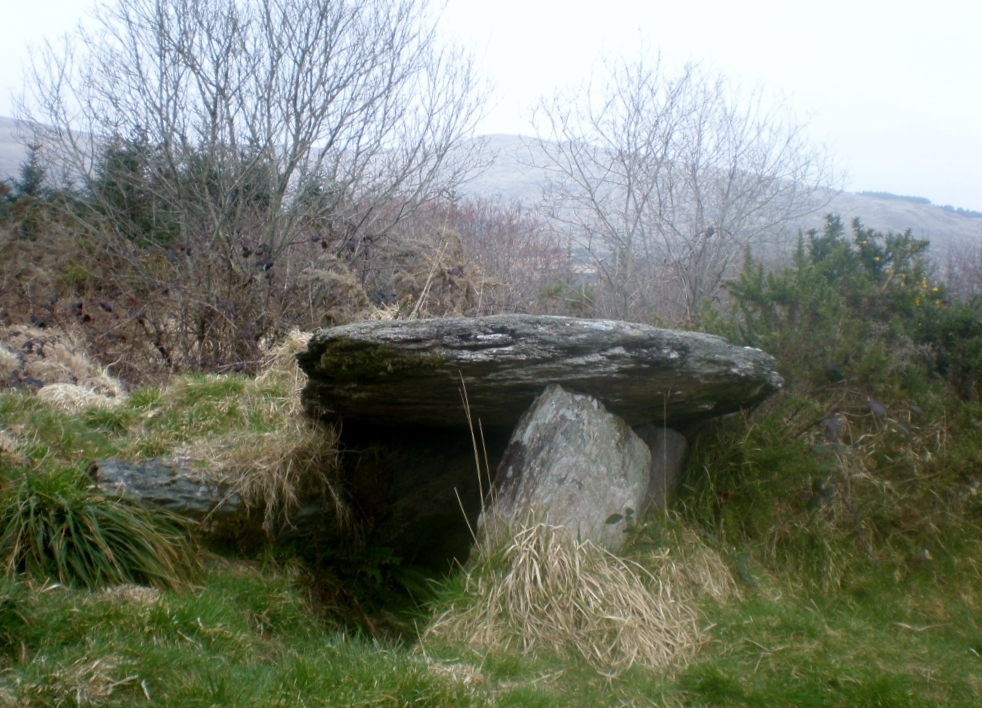
Wedge Tomb von Barnagowlane West

Das Wedge Tomb von Barnagowlane West liegt im Mealagh Valley in der Nähe von Drimoleague im County Cork in Irland.
Das Wedge Tomb (deutsch „Keilgrab“, früher auch wedge-shaped gallery grave genannt) ist eine doppelwandige, ganglose, mehrheitlich ungegliederte Megalithanlage der späten Jungsteinzeit und der frühen Bronzezeit. Neben Court Tombs, Portal Tombs und Passage Tombs sind besonders Wedge Tombs typisch für die Westhälfte Irlands. 
Es liegt auf einer kleinen Lichtung in der Nähe der Brücke über den Mealagh im Norden des Townlands Barnagowlane West (irisch Barr na nGabhlán Thiar). Es gibt Reste des Hügels auf der Nord- und Westseite. Das Wedge Tomb ist nach Südwesten offen.
In der Nähe liegt der Steinkreis von Gortnacowly.